# Carenscoilia bidentata
Carenscoilia bidentata är en plattmaskart som beskrevs av Sopott 1972. Carenscoilia bidentata ingår i släktet Carenscoilia och familjen Coelogynoporidae. Inga underarter finns listade i Catalogue of Life.